# Never Look Back
Never Look Back es el primer disco de la banda mallorquina de Punk Rock, No Children. Salió al mercado en 2002 bajo el sello de Electric Chair Records y BlauDiscmedi. Consta de 14 canciones, todas ellas en inglés y su duración total es de 41'42

## Lista de canciones
01. Addict 3'38

02. End of the Line 1'31

03. Don't Turn the Light On 3'13

04. The Next Day 3'17

05. Hell's Paradise 3'40

06. Heavy Stuff 2'53

07. The Countdown 4'22

08. Government 3'00

09. Letter to Myself 1'25

10. Something's Change in me 2'30

11. Ready to Bomb Out!! 3'00

12. 25 Hours 3'13

13. No More Car Rides 2'21

14. Don't Trust me 2'47
- Datos: Q6041405